# Cimetière Saint-Roch de Castres
Pour les articles homonymes, voir Cimetière Saint-Roch.
Le cimetière Saint-Roch est l'un des cimetières municipaux de la ville de Castres dans le département du Tarn et le plus ancien. Il donne avenue René-Cassin.

## Histoire et description
Ce cimetière de trente divisions sur plus de 6 hectares a ouvert dans le premier tiers du XIXe siècle. Ses allées sont plantées de cyprès et il est étiré en largeur. Il jouit d'un patrimoine riche: chapelles et tombeaux (souvent de pierre blanche) ouvragés de notabilités, colonnes, frontons, statues, médaillons, etc., et la plupart des sépultures comportent une stèle avec une croix, ce qui donne une allure romantique à cette nécropole. Certaines sépultures sont remarquables comme la chapelle néoclassique Testasecca avec une porte en bronze présentant un bas-relief de vestale arrangeant des guirlandes de fleurs, œuvre de Jean Magrou, ou la sépulture Salvant avec une orante en bronze de Georges Crouzat et la chapelle Chabbert en forme de caverne.
Le cimetière Saint-Roch possède deux carrés militaires, un ossuaire, un columbarium et un jardin du souvenir.

## Personnalités inhumées
- Alexandre Lecamus (1807-1886), industriel du textile et député du Tarn
- Charles Causse (mort à 48 ans), capitaine de frégate commandant de l'Amiral Charner, disparu dans le torpillage de son navire par le U Boot U-21, le 8 février 1916
- Charles-Eugène Galiber (1824-1909), amiral et ministre de la marine, grand croix de la Légion d'honneur
- Ernest Prat (mort à 43 ans), capitaine victime de la catastrophe du Pluviôse le 26 mai 1910 à Calais
- Frédéric Thomas (1814 - 1884), avocat, dramaturge et député du Tarn
- Gabriel Montoya (1868-1914), médecin et chansonnier (bas-relief)
- Jean-François Batut (1828-1907), peintre
- Jean-Jules Cambos (1828-1917), sculpteur
- Joseph-Charles Valette (1813-1888), peintre
- Marcel Briguiboul (1837-1892), peintre, sculpteur et collectionneur (monument néogothique)
- Mathieu Audouard (1776 - 1856), médecin militaire
- Louis Jaurès (1860-1937), vice-amiral, frère de Jean Jaurès; avec sa mère (bas-relief de Georges Crouzat)
- Louis Jaurès (1898-1918), fils de Jean Jaurès, mort au champ d'honneur (stèle avec buste)
- Pierre Fabre (1926-2013), pharmacien et fondateur du groupe pharmaceutique Pierre Fabre, grand croix de la Légion d'honneur
- Sœur Marie-Bernard (née Marie Royer) (1905-1935), religieuse carmélite qui fait l'objet d'une dévotion locale (statue)